# Афрера (озеро)
Озеро Афрера (італ. Lake Giuletti) — гіперсолоне озеро на півночі Ефіопії. Розташоване в адміністративній зоні 2 регіону Афар, це одне з озер Данакільської западини . Воно має площу поверхні 100 квадратних кілометрів (39 миля2)  хоча інше джерело зазначає, що площа становить 125 км^2.  Непідтверджений звіт дає глибину 160 м (525 фут); озеро живиться підземними потоками. 
Воно також відоме як озеро Джульєтті, ім'я Раймондо Франкетті дало йому після того, як італійський дослідник Джузеппе Марія Джульєтті був убитий Афаром на південний захід від озера.  Інша назва цієї водойми — озеро Егогі (або Егогі Бад). 
Єдиний острів в озері Афрера, острів Франкетті (він же Десет), розташований у південній частині озера, вважається найнижчим островом у світі. 
На відміну від інших солоних озер в Ефіопії (наприклад, озера Абіятта, Шала та Читу ), рН озера Афрера є низьким і знаходиться в кислотному діапазоні. Хоча мало вивчені, озеро Афрера містить кілька видів риб, включаючи двох ендеміків: Danakilia franchettii (цихліда) та Aphanius stiassnyae (син. Lebias stiassnyae; коропозубі).

## Видобуток солі

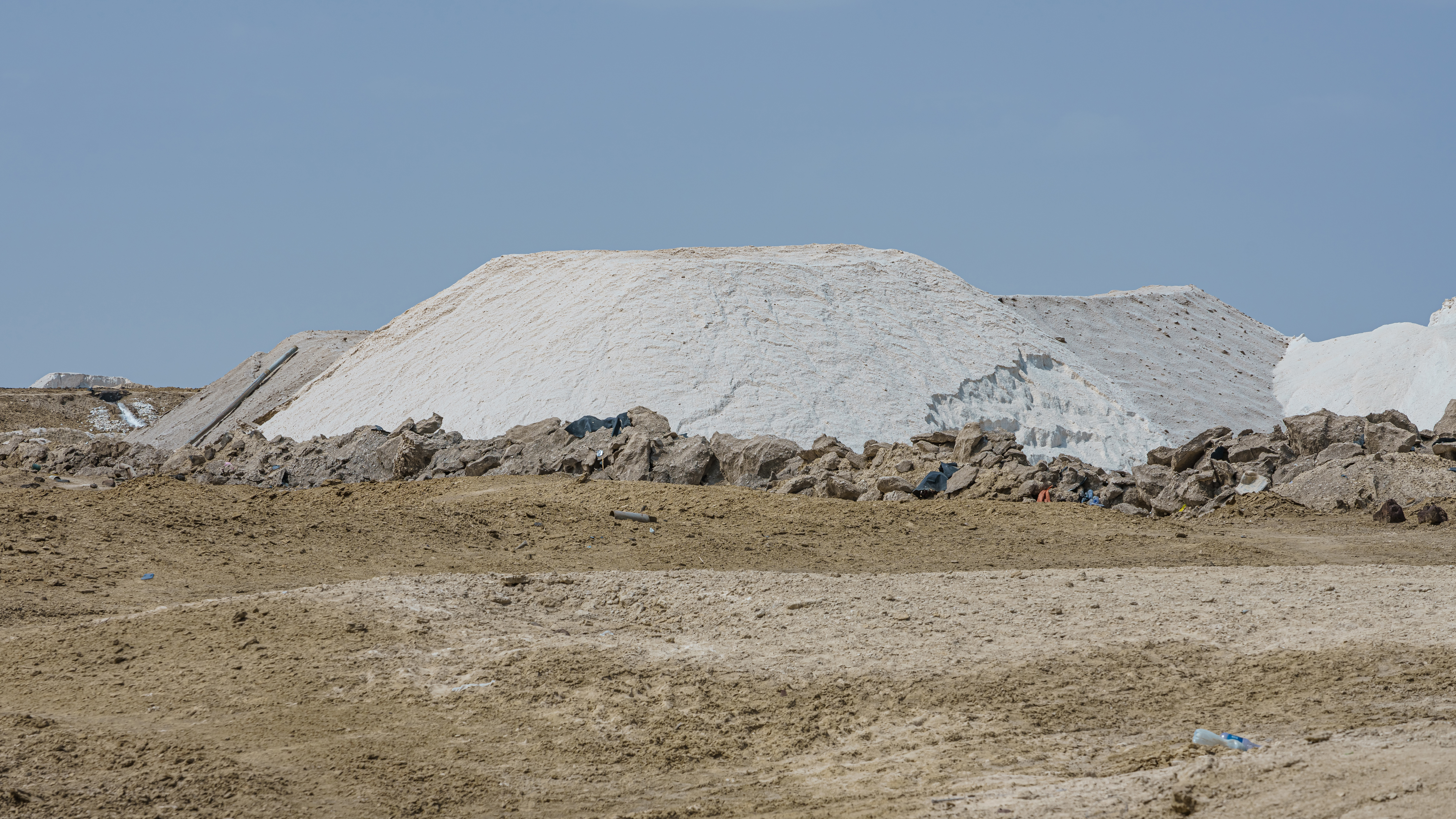
Видобуток солі на озері Афрера

Кам’яна сіль видобувається на озері Афрера та навколишній частині Афарської западини протягом століть.

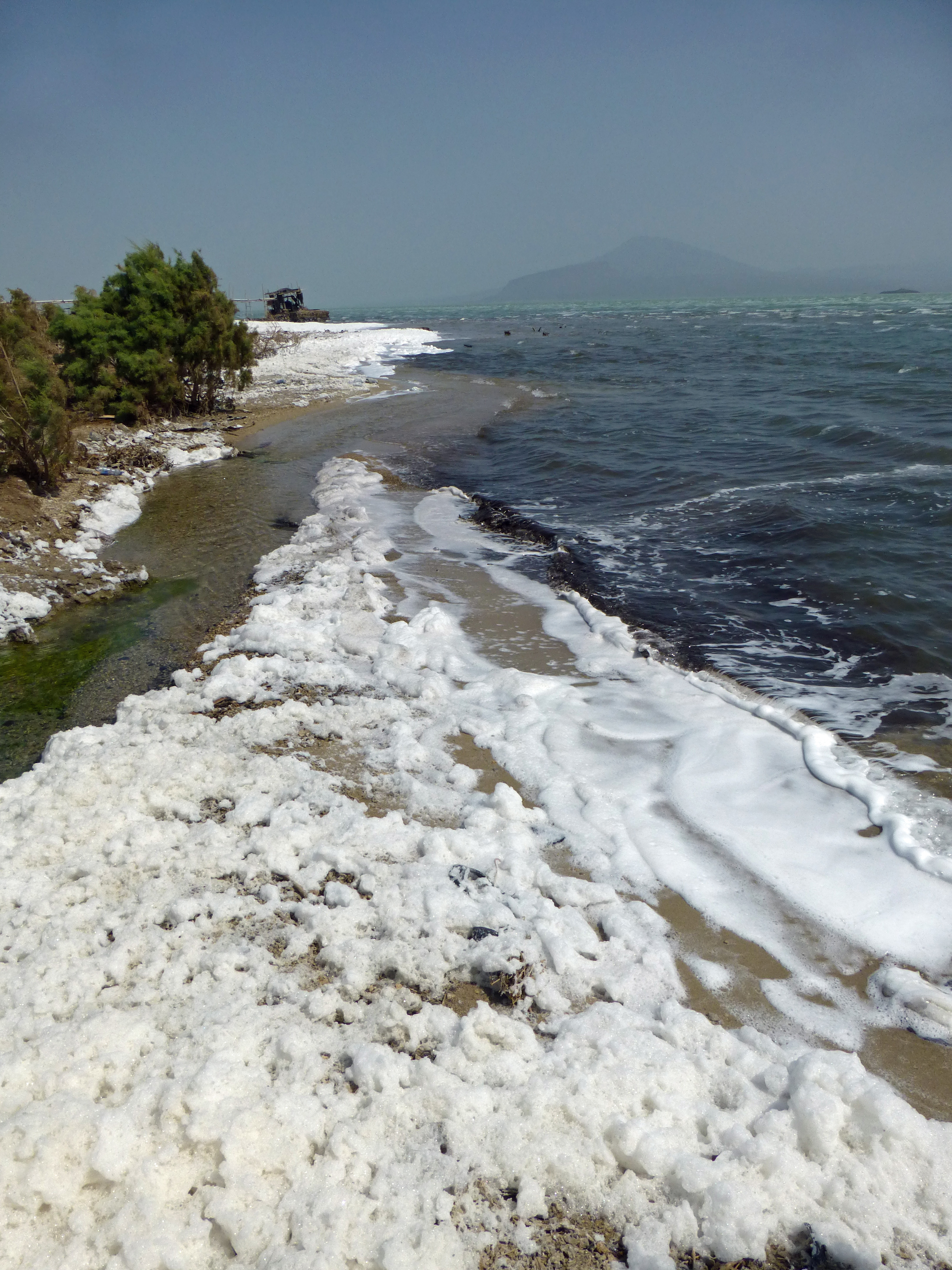
Сіль на березі озера Афрера

Зовсім недавно Ефіопське підприємство з розробки мінеральних ресурсів встановило існування 290 мільйонів тонн солі на озері Афрера. Деякі місцеві компанії раніше виробляли сіль з озера, перекачуючи ропу у штучні водойми для випаровування та подальших опадів. 
Після виверження Набро в 2011 році озеро стало забрудненим сульфатною кислотою, що робить сіль неїстівною. 